# Calamagrostis crispa
Calamagrostis crispa là một loài thực vật có hoa trong họ Hòa thảo. Loài này được (Rugolo & Villav.) Govaerts mô tả khoa học đầu tiên năm 1999.